# Neuhofen (Schöllnach)
Neuhofen ist ein Gemeindeteil des Marktes Schöllnach im niederbayerischen Landkreis Deggendorf.
Der Ort liegt nordwestlich des Hauptortes Schöllnach an der DEG 8. Nordwestlich des Ortes erhebt sich der 381 Meter hohe Schlosshügel, westlich fließt der Talbach und östlich der Arbinger Bach.

## Baudenkmäler
In der Liste der Baudenkmäler in Schöllnach sind für Neuhofen drei Baudenkmäler – alle aus dem 18./19. Jahrhundert – aufgeführt:
- das Bauernhaus eines Vierseithofs (Neuhofen 1), ein erdgeschossiger Flachsatteldachbau mit hohem Blockbau-Kniestock, Trauf- und Giebelschrot,
- ein Bauernhaus (Neuhofen 2), ein Flachsatteldachbau mit Blockbau-Obergeschoss und Giebelschrot und
- ein Waldlerhaus (Neuhofen 4), ein erdgeschossiger, teilweise verputzter Blockbau mit Kniestock und Flachsatteldach.